# Klaus Bednarz
Klaus Bednarz (6 de junho de 1942 - 14 de abril de 2015) foi um jornalista e escritor alemão.
Bednarz trabalhou como correspondente de televisão na Polônia (1971-1977) pela ARD e como chefe dos estúdios Moscow ARD na União Soviética (1977-1982). Foi diretor editorial e apresentador de programa de televisão. Foi também correspondente especial da ARD e chefe de reportagem. Em suas reportagens de televisão e livros, destacam-se os trabalhos envolvendo países do leste europeu e países como Chile e Argentina, na América do Sul.

## Obras
- 1977 - Polen
- 1979 - Das alte Moskau
- 1980 - Heinrich Böll und Lew Kopelew im Gespräch mit Klaus Bednarz
- 1984 - Masuren
- 1985 - Mein Moskau
- 1989 - Polen
- 1990 - Reiseführer Moskau
- 1990 - Gorbatschow
- 1992 - Rußland – Ein Volk sucht seine Zukunft
- 1995 - Fernes nahes Land – Begegnungen in Ostpreußen
- 1997 - Von Autoren und Büchern – Gespräche mit Schriftstellern
- 1998 - Die Ballade vom Baikalsee
- 2002 - Östlich der Sonne – Vom Baikalsee nach Alaska
- 2004 - Am Ende der Welt – Reise durch Feuerland und Patagonien
- 2006 - Mein Russland – Literarische Streifzüge durch ein weites Land
- 2007 - Das Kreuz des Nordens. Reise durch Karelien
- 2009 - Ferne und Nähe: Aus meinem Journalistenleben[7]